# Diocesi di Selendeta
La diocesi di Selendeta (in latino Dioecesis Selendetensis) è una sede soppressa e sede titolare della Chiesa cattolica.

## Storia
Selendeta, nell'odierna Tunisia, è un'antica sede episcopale della provincia romana di Bizacena.
Unico vescovo conosciuto di questa diocesi africana è il donatista Vittorio, che partecipò alla conferenza di Cartagine del 411, che vide riuniti assieme i vescovi cattolici e donatisti dell'Africa romana; la sede in quell'occasione non aveva vescovi cattolici.
Dal 1933 Selendeta è annoverata tra le sedi vescovili titolari della Chiesa cattolica; dal 24 aprile 1999 il vescovo titolare è Grzegorz Balcerek, vescovo ausiliare di Poznań.

## Cronotassi

### Vescovi
- Vittorio † (menzionato nel 411) (vescovo donatista)

### Vescovi titolari
- Adolfo Ciuchini, O. de M. † (7 gennaio 1967 - 3 dicembre 1970 dimesso)
- Atilano Vidal Núñez † (5 aprile 1972 - 24 maggio 1985 nominato vescovo di Santa Rosa)
- Louis Nerval Kébreau, S.D.B. (25 novembre 1986 - 30 giugno 1998 nominato vescovo di Hinche)
- Grzegorz Balcerek, dal 24 aprile 1999